# Lydia Becker
Lydia Ernestine Becker (ur. 24 lutego 1827 w Manchesterze, zm. 18 lipca 1890 w Aix-les-Bains) – brytyjska botaniczka, sufrażystka pierwszej fali.

## Życiorys
Przyszłą na świat jako najstarsza córka Hannibala Beckera, którego ojciec – Ernst Becker – wyemigrował z Ohrdruf w Turyngii. Becker – jak wiele dziewcząt w tym czasie – kształciła się w domu. Od 1850 studiowała botanikę i astronomię, zdobywając złoty medal za pracę naukową (1862) na temat ogrodnictwa. Do zgłębiania zainteresowań zachęcił ją wuj.

### Praca naukowa
W 1867 założyła w Manchesterze Stowarzyszenie Literackie Kobiet (Ladies' Literary Society).
Becker jest jedną z wielu XIX-wiecznych kobiet, które wpłynęły na pracę naukową Karola Darwina. Zaczęła z nim korespondować, a wkrótce przekonała do upublicznienia jego prac. W trakcie korespondencji wysłała do Darwina kilka próbek roślin z pól otaczających Manchester. Przekazała mu również kopię swojej książki Botanika dla nowicjuszy (1864). Jej korespondencja i praca sugerują, że szczególnie interesowała się roślinami biseksualnymi i hermafrodytycznymi, które dawały jej "naturalne" dowody alternatywnego porządku seksualnego i społecznego.
Została doceniona za wkład w rozwój nauki. Otrzymała nagrodę krajową w 1860 za zbiór suszonych roślin przygotowanych metodą, którą opracowała, aby zachować ich oryginalne kolory. Na spotkaniu British Association w 1869 przekazała dokument botaniczny na temat wpływu infekcji grzybiczej na rozwój seksualny u gatunków roślin. Z czasem zaczęła bardziej skupiać się na pracy na rzecz kobiet, choć botanika pozostała dla niej ważna. Jej zaangażowanie w promowanie nauki oraz zachęcanie dziewcząt i kobiet do edukacji naukowej połączyło pracę naukową z działalnością emancypacyjną.

### Działalność w ruchu kobiecym
Jesienią 1866 uczestniczyła w dorocznym spotkaniu Narodowego Stowarzyszenia na rzecz Rozwoju Nauk Społecznych, gdzie jej uwagę zwróciła praca Barbary Bodichon Powody wyzwolenia kobiet. To stało się impulsem, by poświęciła się pracy emancypacyjnej. W styczniu 1867 zwołała pierwsze posiedzenie Komitetu Wyborczego Kobiet w Manchesterze, jednej z pierwszych organizacji tego typu w Anglii. Poznała tam dr. Richarda Pankhursta, którego opisała jako bardzo mądrego małego człowieka z niezwykłymi przemyśleniami na temat życia w ogóle, a w szczególności kobiet. Po latach, w 1879, badacz ożenił się z Emmeline Goulden, późniejszą czołową brytyjską sufrażystką.
Kilka miesięcy później owdowiała właścicielka sklepu, Lilly Maxwell, omyłkowo pojawiła się w rejestrze wyborców w Manchesterze. Nie była pierwszą kobietą przypadkowo wpisaną na listę, ale był to dobry pretekst do nagłośnienia sprawy praw wyborczych kobiet. Becker odwiedziła Maxwell i odprowadziła ją do lokalu wyborczego. Obserwator społeczny wyborów znalazł nazwisko Maxwell na liście i pozwolił jej zagłosować. Becker natychmiast zaczęła zachęcać inne gospodynie domowe do walki o to, by ich nazwiska pojawiły się na rejestrze. Ich roszczenia zostały przedstawione w sądzie przez sir Johna Coleridge'a i Richarda Pankhursta w książce Chorlton v. Lings, ale sprawa została oddalona.
W dniu 14 kwietnia 1868 w Sali Wolnego Handlu w Manchesterze odbyło się pierwsze publiczne spotkanie Narodowego Stowarzyszenia na rzecz Prawa do Głosu Kobiet (National Society for Women's Suffrage), organizacji stworzonej w celu lobbowania za prawem wyborczym dla kobiet w parlamencie. Trzema głównymi mówczyniami były Agnes Pochin, Anne Robinson i Lydia Becker. Spotkaniu przewodniczyła Priscilla Bright McLaren. Becker zaproponowała rezolucję, zgodnie z którą kobietom należy przyznać prawa głosu na takich samych warunkach co mężczyznom. Becker rozpoczęła objazd po miastach na północy Anglii. Wygłaszała wykłady, występowała w imieniu stowarzyszenia. W czerwcu 1869 Becker i inne działaczki z powodzeniem zapewniły sobie udział w wyborach samorządowych. W 1870 Becker była jedną z czterech kobiet wybranych do Rady Szkoły w Manchesterze, w której działała aż do śmierci.
W 1870 Becker i jej przyjaciółka Jessie Boucherett założyły czasopismo "Women's Suffrage Journal", a wkrótce potem zaczęły organizować spotkania poświęcone kobietom i ich prawom, co było wówczas rzadkością w Wielkiej Brytanii. W spotkaniu w Manchesterze zorganizowanym przez Becker w 1874 wzięła udział piętnastoletnia Emmeline Goulden i było to jej pierwsze doświadczenie z wiecem w sprawie kobiet. W dniu 24 marca 1877 Lydia Becker pojawiła się na publicznym spotkaniu w Macclesfield u boku J.W White'a, Henry'ego Birchenougha, Alice Cliff Scatcherd (późniejszej współzałożycielki Women's Franchise League) i innych sufrażystkek, aby przemawiać ws. prawa wyborczego dla kobiet.
Wspomniany "Women's Suffrage Journal" był najpopularniejszym pismem dotyczącym praw wyborczych kobiet w XIX-wiecznej Wielkiej Brytanii. Roger Fulford w swojej pracy Prawa wyborcze dla kobiet. Historia walki napisał: Historia lat 1860–1890 – jeśli chodzi o prawa wyborcze kobiet – jest historią Miss Becker. Dziennik publikował przemówienia ws. kobiet z całego kraju, zarówno z Parlamentu, jak i spoza niego. Becker natomiast opublikowała w czasopiśmie swoją korespondencję ze zwolennikami i przeciwnikami praw wyborczych kobiet, zwłaszcza listy z 1870, kiedy skarciła deputowanego z Caernarvonshire po tym, jak głosował przeciwko propozycji praw wyborczych dla kobiet.
W 1880 Becker i współpracownicy prowadzili na Wyspie Man kampanię na rzecz prawa kobiet do głosowania w wyborach do niższej izby miejscowego zgromadzenia parlamentarnego. Niespodziewanie odnieśli sukces i wywalczyli prawa wyborcze kobiet na Wyspie Man w wyborach w marcu 1881.
W 1871 Becker została przewodniczącą Komitetu Centralnego Narodowego Stowarzyszenia na rzecz Prawa do Głosu Kobiet (National Society for Women's Suffrage). Inne członkinie komisji to: Helen Blackburn, Millicent Fawcett, Jessie Boucherett, Eva McLaren, Margaret Bright Lucas, Priscilla Bright McLaren i Frances Power Cobbe.
Becker różniła się od wielu wczesnych feministek w kwestionowaniu esencji kobiecości. Argumentując, że nie ma naturalnej różnicy między intelektem mężczyzn i kobiet, Becker był głośną zwolenniczką koedukacyjnego systemu nauczania w Wielkiej Brytanii. Co więcej, kobiety uzależnione od mężów jako stabilnych źródeł dochodu, zdaniem Becker, mniej rozpaczliwie potrzebowały praw wyborczych niż wdowy i samotne kobiety. Taka postawa sprawiła, że Becker była celem częstych kpin w komentarzach prasowych i bohaterką karykatur.
W 1890 Becker odwiedziła uzdrowisko Aix-les-Bains. W czasie pobytu zachorowała i zmarła na błonicę. Redakcja "Women's Suffrage Journal" zaprzestała działalności.

## Prace
- Botany for Novices (1864)
- Female Suffrage w "The Contemporary Review" (1867)
- Is there any Specific Distinction between Male and Female Intellect? w "Englishwoman's Review of Social and Industrial Questions" (1868)
- On the Study of Science by Women w "The Contemporary Review" (1869)
- The Political Disabilities of Women w "The Westminster Review" (1872)

## Dziedzictwo
Archiwum Lydii Becker znajduje się w Bibliotece Kobiet w Bibliotece London School of Economics. Kolekcja książek autorstwa kobiet, z książkami z kolekcji Helen Blackburn, jej przyjaciół i z innych źródeł, została umieszczona w dwóch regałach ozdobionych obrazami Becker i Caroline Ashurst Biggs, która była przewodniczącą Komitetu Centralnego Narodowego Stowarzyszenia na rzecz Prawa do Głosu Kobiet (National Society for Women's Suffrage). Regały zostały przekazane Girton College.
Nazwisko Becker umieszczono na południowej ścianie Pomnika Reformatorów na cmentarzu w dzielnicy Kensal Green w Londynie. Jej nazwisko znajduje się na nagrobku ojca, Hannibala Beckera, zlokalizowanym na cmentarzu kościoła parafialnego St James w Altham w Lancashire.
Tablica upamiętniająca jej życie znajduje się w sąsiedztwie Moorfield Colliery Memorial na Burnley Road w Altham.
Nazwisko i wizerunek Becker, obok 58 innych zwolenników praw wyborczych kobiet, są wyryte na cokole pomnika Millicent Fawcett na Parliament Square w Londynie.